# Sein Segen fließt daher wie ein Strom
Sein Segen fließt daher wie ein Strom (BWV Anhang 14) ist eine verschollene Kantate von Johann Sebastian Bach, die er in Leipzig komponierte und am 12. Februar 1725 anlässlich der Hochzeit des Proviant- und Floß-Verwalters Christoph Friedrich Lösner und Johanna Elisabeth Scherling aufführte. Der Librettist ist unbekannt, die Musik dieser Bachkantate ist verschollen.